# Cucina vegana
La cucina vegana è il complesso degli alimenti e dei loro preparati, secondo modalità contemporanee o delle tradizioni locali ed etniche, che rispettano gli standard vegani. 

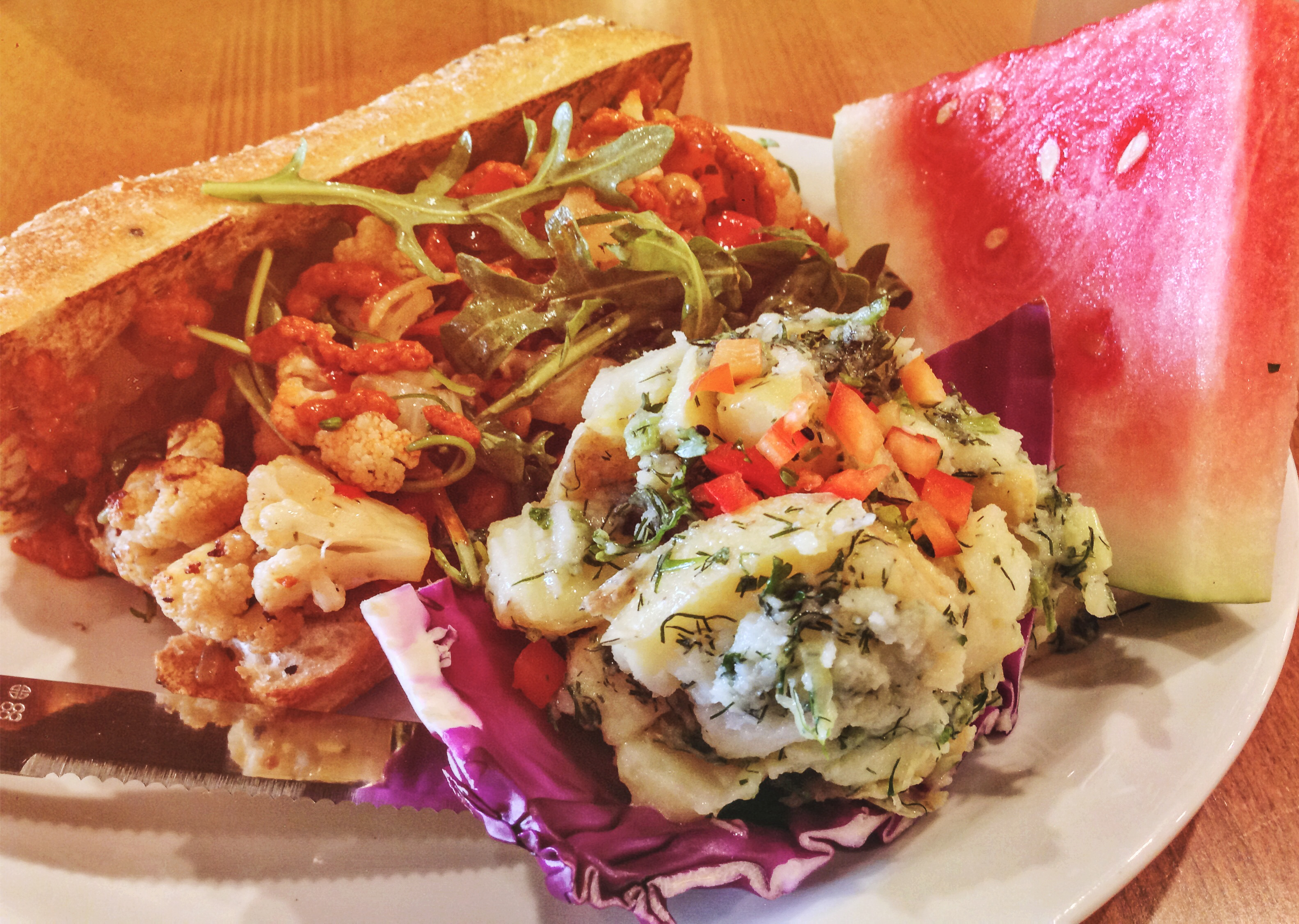
"Cauliflower Power", cucina vegana

## Caratteristiche
La cucina vegana prevede la preparazione di piatti conformi alle regole della dieta vegana, pertanto esclude totalmente l'uso di prodotti animali e loro derivati come carne, pesce, latticini, uova e prodotti di alveare come miele, pappa reale e propoli.
La cucina vegana non va confusa con la dieta vegana. Ogni dieta vegana infatti può basarsi esclusivamente su piatti vegani, mentre ogni tipo di alimentazione umana generalista comprende sempre un certo numero di piatti vegani come sottoinsieme.

## Aspetti nutrizionistici e rischi di carenze
In relazione alle diete vegetariane in generale, l'ADA ha espresso il parere che "laddove ben pianificate, risultano appropriate per tutti gli stadi del ciclo vitale".
Sullo specifico della dieta vegana, che è una fra le varianti più strette delle diete vegetariane, la stessa ADA nota però che, se la dieta non è ben bilanciata, i vegani possono andare incontro a carenze di micronutrienti essenziali, quali vitamina B12, vitamina D, calcio, zinco e occasionalmente riboflavina, tali da rendere consigliabili delle integrazioni.
Ad esempio, la vitamina B12 o cobalamina, la cui natura di vitamina probiotica – ovvero prodotta da batteri – e le molteplici casistiche di assorbimento portano a consigliare una integrazione periodica, da cibi fortificati o integratori vegetali.

### Scelta degli alimenti
Nell'alimentazione vegana, come in qualsiasi regime alimentare, è importante pensare alla qualità e alla varietà dei cibi che si assumono: consumare prodotti coltivati secondo il metodo di produzione da agricoltura biologica, per la maggior ricchezza di vitamine e minerali, puntare all'uso di prodotti non raffinati, non idrogenati, non pastorizzati e privi di glutammato.
Una scelta di salute naturale nell'ambito dell'alimentazione vegana vede l'esclusione di alcuni tipi di alimenti in favore di altri considerati dai vegani più salutari, ad esempio, all'aceto di vino si preferisce l'aceto di mele per le verdure cotte e l'agro di umeboshi per quelle crude.
L'alimentazione biologica prevede anche determinati criteri come l'esclusione o la forte limitazione di prodotti idrogenati, uso di oli vegetali spremuti a freddo, dadi senza glutammato, l'esclusione di prodotti raffinati, l'uso di prodotti integrali; in sostituzione si prevede un consumo di caffè di cereali e d'orzo, zucchero di canna integrale, o ancor meglio dolcificanti naturali con migliori qualità di entrambi gli zuccheri, quali lo sciroppo d'acero (tra l'altro ricchissimo di minerali e vitamine) dall'elevato potere dolcificante, il malto di riso o malto d'orzo o malto di grano, o il malto di mais, il succo d'agave e, nell'ambito di una preparazione dolciaria, meglio prevedere l'uso di succhi di frutta e di frutta secca.
È consigliabile un uso quotidiano, ma in quantità limitate delle alghe alimentari come kombu, dulse, hijiki, arame e nori, che devono essere escluse totalmente solo in casi di particolari problematiche.
Limitare il sale utilizzato e preferire sale marino o in sostituzione usare prodotti come l'agro di umeboshi, ricavato da prugne salate; il gomasio: prodotto a base di sale e semi di sesamo tostati a volte arricchito con alghe, la salsa di soia (soyhu o tamari), prodotto fermentato a base di soia e sale marino.
Importante, perché buona fonte di calcio, risultano prodotti come semi di sesamo e tahin o burro di sesamo; a ogni pasto è bene arricchire le insalate con semi di girasole tostati o semi di sesamo tostati e un briciolo di alghe secche.
Preferire le patate rosse a quelle bianche per il minor contenuto di solanina, 
non consumare in maniera eccessiva le solanacee come pomodori, peperoni e melanzane; patate con ottime proprietà per l'organismo sono le taro, anche se è preferibile il consumo occasionale e l'utilizzo più a livello esterno sotto forma di purea.
La frutta secca deve essere sempre presente nell'alimentazione di un vegano, sempre in quantità moderate, dieci grammi al giorno è la dose ottimale, anche in questo caso preferire mandorle, perché sono alcalinizzanti, ricche di sali minerali, potassio, amminoacidi, cercare di evitare pistacchi e arachidi.
Fondamentale è variare con tutti i tipi di cereali e i loro assimilati: riso, orzo, farro, grano khorasan, bulgur, cuscus, tapioca, grano saraceno, miglio, avena, segale, amaranto, quinoa; lo stesso principio vale per il consumo di verdure, non ci si deve limitare sempre alle stesse, ma variare il più possibile e sempre nell'ambito di verdure di stagione.
Ogni piatto dovrebbe essere arricchito con una modesta quantità di legumi per la ricchezza di proteine più vicine a quelle animali.
Tra le bevande una particolarmente importante per un apporto di calcio e ferro è il consumo quotidiano di almeno mezzo litro di tè kukicha, il quale essendo privo di teina può essere consumato in quantità maggiore rispetto al comune tè, anche il consumo di tè verde è consigliato per le sue numerose proprietà, ma essendo teinato ne va limitato l'uso a una o massimo due tazzine al giorno.
In riferimento alle spezie è bene usarle in quantità moderate e optare per la scelta di alcune a esclusione di altre, per esempio si consiglia di preferire al pepe nero l'uso di quello bianco.
Il pane, sempre integrale e a pasta madre o a lievitazione naturale; anche tra questi vi è un'ampia gamma che va da quello di soia, misto riso, avena, grano duro, mais, grano khorasan, farro, orzo, ecc.
Arricchire ogni piatto con lievito alimentare in scaglie, ricchissimo di vitamine del gruppo B ed enzimi (e da non confondere con il lievito di birra), germe di grano e lecitina di soia per drenare gli eccessi di grassi e per la fluidità del sangue.
Un importante amido con proprietà curative è il kuzu che si presenta in blocchetti solidi e che, combinato con sciroppo d'acero e succo di limone, è utile nei casi di influenza o di sintomi influenzali; molto adatte nel periodo invernale risultano tisane come la rosa canina, ricchissima di vitamina C.
Importantissimo è l'uso di germogli, ricchissimi di vitamine e minerali, consumati, preferibilmente, crudi e in combinazione con insalate. Consumare sempre frutta e verdura di stagione.
Per una corretta alimentazione è bene preferire il consumo di verdure crude perché mantengono intatte le loro proprietà originali e le sostanze nutritive o, perlomeno, optare per una cottura che lasci le verdure ricche delle loro sostanze nutritive: se la scelta diventa quella di mangiare solo alimenti freschi e crudi si parla di crudismo.

## Metodi e utensili in cucina

### Tipi di cottura
Vi sono diversi tipi di cottura per la verdura, fra i quali i più importanti:
- Nischimè: le verdure vengono cotte senza l'uso di olio, ma con pochissima acqua facendo degli strati di verdure partendo dalle più dure alle più morbide tagliate in pezzetti di 2-3 cm e cotte a fiamma bassissima;
- Verdure saltate (o soffrittura): ci sono tre modi di saltare le verdure: con olio, con acqua, senza olio né acqua;
  - con olio o nitukè: si usa preferibilmente olio di sesamo scuro poche gocce, si deve scaldare bene l'olio, e saltarci a fuoco alto la verdura, per 3-5 minuti poi coprire e ridurre la fiamma;
  - con acqua: lo stesso che con olio, ma molta più acqua scaldata bene prima di gettarci le verdure;
  - senza olio né acqua: si deve scaldare bene la pentola, gettare le verdure e saltare uno o due minuti, coprire e continuare qualche minuto ancora;
- Bollitura: ci sono due modi di bollire: in acqua calda e in acqua fredda;
  - in acqua calda o scottare: si fa bollire abbondante acqua e a bollore aggiungere le verdure, ma solo di un tipo per volta, non si deve usare il coperchio e il tempo varia da pochi secondi a venti minuti circa, in modo che risultino sempre croccanti;
  - in acqua fredda: disporre le verdure a strati e coprire con acqua fredda, portare a bollore senza mai mescolare e cuocere da cinque a 15 minuti a fiamma alta;
- Tempura: gli alimenti vengono immessi, dapprima, in una pastella di acqua e farina e fritti in immersione in abbondante olio; tale cottura è ottima per seitan, tōfu, alghe e fiori commestibili; per una buona riuscita del tempura la pastella va messa un po' in frigorifero prima di essere usata o fatta con acqua gelata;
- A vapore: indicata soprattutto per verdure come carote, daikon, cipolle, ravanelli, cardi, taccole, cavoli, broccoli, zucca, cavolfiore;
- Al forno: è bene usare la cottura al forno per le verdure solo in periodi freddi, perché è una cottura che dà molto calore al cibo; le verdure migliori per questa cottura sono cipolle, barbabietole, cavoli, zucca, porri, cipollotti, cavolini, cavolo cinese, taccole, funghi;
- A pressione: secondo alcuni, da fare solo saltuariamente per l'alta temperatura raggiunta che distrugge molte vitamine; secondo altre fonti, la cottura in pentola a pressione provoca minori perdite di vitamine grazie ai tempi di cottura più brevi;[5][6]
- Alla griglia: le verdure migliori per tale cottura sono cipolle, funghi, carote, daikon, rape, broccoli, cavolfiori, zucca, cavolo, porri, mais fresco, cetrioli; è una cottura autunno-invernale da fare in forno ponendo le verdure su spiedini spalmati con una miscela di tamari e olio.

È consigliato inoltre preferire ingredienti legati al ciclo delle stagioni, permettendo di variare la propria alimentazione a basso costo e limitando l'assunzione (oltre che l'impiego) di additivi alimentari. In inverno la cottura del cibo può essere prolungata, si possono usare quantità maggiori di sale, miso, shoyu. In primavera: diminuire la cottura, consumare verdure scottate, ridurre sali e grassi. In estate: cottura più breve, meno sale, più verdure crude e frutta. In autunno: diminuire leggermente la verdura cruda, aumentare di poco grassi e prolungare i tempi di cottura, usare più verdure a bulbo e radici.

### Tipo di calore
Sempre per ragioni di sostenibilità (ma anche di gusto) legna, carbone, antracite sono consigliati, quindi, se si ha la possibilità di cucinare con la stufa a legna o con forni a gas o metano è preferibile ad altri tipi di cottura. Utilizzare sempre una piastra rompifiamma e una cottura lunga e a fiamma bassa.
Un'alternativa alle precedenti è la cottura con forno solare.

### Utensili
Le migliori pentole sono quelle in ghisa, terracotta e acciaio inox, meglio se con un fondo abbastanza spesso. Una pentola molto usata di origine indiana è il wok fatto di ferro, ghisa o acciaio, utile per friggere, saltare, stufare. Altri utili utensili sono il suribachi, mortaio di terracotta dura, utile per la preparazione del gomasio, per le salse, le creme di vedure, per sciogliere il miso. Evitare se possibile contenitori di plastica preferendo quelli di vetro e acciaio; le posate migliori sono quelle di legno.

## Caratteristiche e proprietà nutritive dell'alimentazione vegana

### Elementi proteici

#### Soia e derivati
- Soia: legume originario dell'Oriente con alto contenuto proteico, ricco di sali minerali, vitamine e grassi buoni;
- Nattō: cibo fermentato dal Bacillus subtilis, preparato con fagioli di soia gialla interi, molto digeribile, ricco di proteine, vitamina B2, ferro e calcio, è ottimo in zuppe e insalate o scottato in padella con shoyu e olio;
- Tempeh: prodotto originario dell'Indonesia, ottenuto dai fagioli di soia gialla leggermente cotti e fermentati dal fungo Rhizopus oligosporus, ricco di proteine, è utilizzato in aggiunta a insalate o cotto con verdure, con zuppe o saltato in padella;
- Tōfu: alimento ottenuto dalla cagliata della bevanda di soia. Ha un sapore neutro, ha un elevato contenuto proteico, è ricco di calcio e fosforo, ha poche calorie; lo si può lessare, saltare, friggere, cuocere al forno o alla piastra condito con shoyu, olio e limone, può anche essere usato nelle preparazioni dolci poiché è privo di sapore.

La soia e i suoi derivati sono considerabili una fonte proteica priva di colesterolo. Tofu, Tempeh e Natto presentano una minore quantità di carboidrati rispetto ai fagioli di soia, quindi permettono di ridurre l'introito di carboidrati che nei legumi sono la causa dell'eccesso di gas intestinale che si presenta successivamente al pasto.

#### Derivati del grano
- Fu: glutine di grano secco, ricco di proteine;
- Seitan: glutine del grano duro, cotto in acqua e tamari e kombu, è un buon sostituto dei cibi animali, ottima fonte di proteine, sali minerali e oligoelementi; è usato unito alle insalate, cotto con verdure o misto alle zuppe, scottato in padella con shoyu e olio.

### Alghe
Le alghe hanno molte proprietà alimentari, ricche di sali minerali come ferro, calcio, magnesio, iodio, potassio e di vitamine A, B, C, E, K; questi elementi sono contenuti in misura da dieci a venti volte superiore rispetto alle verdure. La vitamina B12 non compare nelle alghe, come erroneamente si credeva tempo fa, bensì principalmente negli alimenti di origine animale e nei cibi biologici: essa è dunque l'unica vitamina generalmente carente in una dieta vegana. Si può ovviare facilmente con una grande varietà di integratori, per la maggior parte vegani, quindi non sperimentati su animali né contenenti derivati animali.
Dato l'elevato contenuto di iodio sono sconsigliate a chi soffre di ipertiroidismo.
Le alghe hanno la proprietà di dissolvere depositi di muco e grassi, un effetto purificante dell'organismo in generale, facilitano l'eliminazione di sostanze tossiche. Le più note sono:
- Agar agar: nota anche col nome di muschio di Ceylon, è ricca di sali minerali, di vitamine A, B1, C, D, K, si trova in polvere, fiocchi e barre, è ottima per preparare gelatine sia dolci sia salate, è poco calorica quindi adatta a regimi dietetici;
- Arame: eisenia bicyclis, alga ricca di ferro e calcio, coadiuvante per la pressione alta, è ottima per condimenti, salse, zuppe, insalate;
- Carragheen: nota anche come muschio d'Irlanda o lichene, ha proprietà addensanti e risulta più soffice rispetto all'agar-agar;
- Dulse: rhodymenia palmata, alga dal colore rosso scuro, ricchissima di ferro e sodio, quindi ideale nei casi di anemia e in gravidanza, sono ottime tostate al forno, ammollate e mangiate cotte anche da sole, nelle zuppe, in condimenti e con verdure;
- Hijiki: hizikia fusiforme, ricchissima di calcio, ferro, potassio, iodio e fosforo, vitamina A, B1, B2 e niacina (vitamina PP), è regolatrice della pressione sanguigna, sono ottime per zuppe, nishimè, insalate, condimenti, salse;
- Kelp: laminaria sinclairii, alga verde seccata, tostata e polverizzata, fa parte delle varietà di alga kombu atlantica;
- Kombu: alga marrone laminaria, ricchissima di sali minerali e vitamine, è ottima per condimenti, in zuppe, brodi, per la cottura dei legumi e di altre verdure;
- Nori: porphyria tenera, alga seccata e compressa in fogli rettangolari, ricca di vitamina A, calcio, ferro e iodio e una quota di proteine del 35%, ne esistono due varietà,
- Le Nori rosse: ricche di fosforo, proteine e vitamine A, ma anche B e C; aiutano la digestione, abbassano il tasso di colesterolo;
- Le Nori verdi hanno le stesse proprietà; entrambe le varietà si trovano in fogli e servono anche per fare il sushi una volta tostate alla fiamma;
- Wakame: undaria pinnatifida, contengono quantità rilevanti di vitamina C, calcio, tiamina e niacina;

### Cereali e assimilati
- Avena: cereale ricco di proteine e grassi, ferro e calcio, buon rimineralizzante, è ottima per chi svolge un'attività intensa, è indicata durante l'allattamento e per la funzionalità renale;
- Farro: è l'antenato del grano tenero, usato soprattutto nelle zuppe e mangiato anche freddo;
- Frumento o grano: è il più usato perché si usa nella preparazione della pasta;
- Bulgur: grano duro integrale spezzettato, parzialmente bollito e poi seccato, è ottimo con insalate e verdure cotte;
- Cuscus: semola di grano duro precotta e ridotta in piccolissimi grani gialli;
- Grano Khorasan: l'antenato del grano duro, è una sottospecie di grano più ricco di grassi e proteine. È ben tollerato da chi presenta problemi di intolleranza al grano.

Cereali e assimilati senza glutine
- Grano saraceno: una ricetta tradizionale russa è il Kaša.
- Mais: pseudocereale portato da Cristoforo Colombo in Europa. È l'ingrediente della polenta.
- Miglio: ricco di minerali, ricco di vitamina A, fosforo, magnesio e ferro;
- Orzo: cereale usato fin dalla preistoria, anche materia prima per la produzione di birra;
- Riso integrale: riso "integro" in cui non viene rimosso lo strato fibroso esterno. il risultato è un alimento con più fibre e proteine e meno calorie;
- Segale: cereale di tradizionale uso nei Paesi nordici, ingrediente del pane nero.

### Dolcificanti
- Malto: dolcificante ottenuto da riso integrale germogliato o da orzo germogliato, simile per consistenza al miele;
- Amasake: letteralmente significa dolce sakè, è una bevanda più o meno liquida e dolcificante ricavata dal riso integrale e dal koji, utile nella preparazione di dolci;
- Succo d'agave;
- Sciroppo d'acero: viene ricavato cuocendo la linfa degli alberi di acero con delle spezie sino a raggiungere la consistenza di uno sciroppo, è ricchissimo di vitamine e minerali, ha un alto potere dolcificante; esistono sciroppi a diversa gradazione, la qualità migliore è quella a gradazione c;
- Melassa da barbabietola di zucchero: ricavata dalla fermentazione della barbabietola da zucchero è ricchissima di calcio ferro magnesio fosforo potassio e zinco, quindi basta assumerne poca per ottenere una buona quantità di sali minerali facilmente assimilabili. Ha un gusto estremamente dolce e interessante e molto simile allo zucchero (bianco o di canna) il quale però non apporta minerali e ha un contenuto calorico maggiore;
- Stevia rebaudiana: conosciuta da molti popoli dell'area geografica sudamericana da diversi millenni, oltre che per il potere dolcificante delle sue foglie, anche per le proprietà medicinali;
- Sucralosio: diffusissimo dolcificante sintetico, è privo di calorie e non contiene derivati animali. Data la sua capacità di resistere al calore, negli anni ha soppiantato l'aspartame.

### Condimenti
Vi è una gran varietà di condimenti ottenuti anche con la combinazione dei condimenti principali:
- Natto miso: prodotto fermentato per breve tempo fatto con miso, kombu e zenzero;
- Gomasio: condimento a base di sale e semi di sesamo tostati, utile per combatte l'acidità di stomaco e le fermentazioni intestinali, ricchissimo di calcio; le proporzioni tra sale e semi rendono tale condimento differente per sapore e proprietà;
- Shoyu/tamari: prodotti fermentati ricavati dalla soia, il shoyu contiene soia, acqua, grano e sale, il tamari è più denso rispetto al shoyu, è fatto da soia, acqua e sale; entrambi vanno usati con moderazione come condimenti direttamente nel piatto, nelle zuppe, sui legumi, meglio se aggiunti alla cottura all'ultimo minuto;
- Semi di sesamo e girasole: tostati sono usati come condimento per le insalate;
- Umeboshi: frutti del prunus mume, seccate al sole e fermentate con sale e foglie di shiso da tre a sei mesi, fortemente alcalinizzanti, aiutano la digestione, ripuliscono fegato e sangue, hanno benefiche proprietà per l'intestino, vengono usate direttamente nel piatto con cereali, verdure, sushi, insalate o in cottura;
- Tekka: condimento a base di miso, bardana, carote, radice di loto, olio di sesamo e zenzero e cotto per molte ore; è da usare con moderazione;
- Miso non pastorizzato: è una pasta fermentata a base di fagioli di soia, acqua e sale con aggiunta a volte di orzo o riso o grano; ricco di sali minerali, di proteine, di vitamine ed enzimi che aiutano il buon funzionamento del microbiota umano, è un ottimo depuratore del fegato.

### Bevande
Vi sono alcune bevande con particolari proprietà benefiche.
- Tè bancha: tè verde tostato, prodotto con procedimenti naturali, privo di coloranti o prodotti chimici; le foglie e i rametti vengono raccolti dopo il terzo anno di vita; letteralmente "bancha" significa leggero, è un tè ricco di calcio e ferro, ha forti proprietà digestive, è ricco di vitamina A, vitamina C e niacina. Se addizionato con qualche goccia di tamari diventa un ottimo ricostituente. Si trova in due varietà: tè kukicha, privo di teina, è costituito dai rametti della pianta che vanno fatti bollire qualche minuto in acqua e poi filtrati; tè hojicha, composto dalle foglie dell'arbusto con un contenuto minimo di teina;
- Yannoh: ottenuto dalla tostatura di vari cereali, è un ottimo sostituto del caffè normale per chi non vuole assumere caffeina;
- Tè mu: è una miscela di 16 erbe, ha proprietà rinvigorenti poiché contiene anche radice di ginseng; il tè mu è uno stimolante della circolazione e del metabolismo;
- Tè di radice di loto: radice di nynphaea alba, usato per lenire i sintomi della tosse.

### Altri alimenti particolari
- Arrow-root: amido ricavato dalla radice della maranta arundinacea, serve come addensante di gelatine, budini e di salse, non ha particolari proprietà medicinali;
- Aquafaba:  liquido di cottura dei legumi, in particolare di ceci e fagioli cannellini, che viene usato come sostituto dell'albume dell'uovo;
- Carruba: polvere finissima, ricavata dai frutti del carrubo dal sapore simile al cacao, per questo utilizzata in sostituzione del cacao per preparare tavolette di cioccolato;
- Daikon: ravanello bianco gigante, utile per sciogliere depositi di grassi e muco e per eliminare l'acqua in eccesso dai tessuti, ha proprietà diuretiche e drenanti per il fegato, aiuta la digestione di cibi oleosi, le sue foglie sono ricche di vitamina C e calcio, ottimo in zuppe, stufati, salse e insalate;
- Kuzu: amido ricavato dalla radice della maranta, una pianta selvatica pueraria rampicante, tipica dell'isola di Hokkaidō, è ricco di minerali, a differenza degli altri amidi che sono acidi, il kuzu è l'unico a essere alcalino, è ottimo come disinfiammante per l'apparato intestinale; è usato per addensare zuppe, verdure, dolci;
- Shiitake: fungo giapponese essiccato e dalle proprietà medicinali, si coltiva su tronchi di castagno e quercia;
- Tahin: crema di sesamo ricca di proteine, ricchissima di calcio, sali minerali, vitamine;
- Zenzero: o ginger, zingiber officinale, radice aromatica e piccante usata molto in cucina, ma anche a scopo medicinale sotto forma di impacchi, aiuta la digestione, ottimo quindi per stomaco, è anche un ottimo rinforzante se aggiunto in quantità piccolissime al tè kukicha.

### Zuppe
Le zuppe sono un'importante fonte di proteine, vitamine, sali minerali e alimenti fermentati come miso e tamari; gli ingredienti base sono verdure, alghe, cereali, legumi e i condimenti usati sono tamari, miso, sale; il miso va sciolto nella zuppa a cottura ultimata.
Le zuppe hanno la proprietà di contribuire a preparare il sistema digerente ai cibi che seguono.

### Insalate
Le insalate preparate durante tutto l'anno, hanno una forte azione digestiva e mantengono in buona salute il microbiota umano grazie al processo di fermentazione controllato dal sale con cui vengono condite, il quale le arricchisce di enzimi; si possono consumare tutto l'anno e il loro uso è indicato per un'alimentazione ricca di cereali poiché aiutano ad assimilare bene il cibo vegetale.

### Addensanti
Nella cucina vegana per addensare zuppe, polpette, burger vegetali si può scegliere tra vari addensanti. Tra questi vi sono i semi di chia, che quando vengono frullati insieme all'acqua formano una gelatina vegetale e la gomma di guar la quale è anche un sostituto del glutine nei preparati per impasti senza glutine.